# Кинематограф Северной Америки
Северноамериканское кино или кино Северной Америки — собирательное название для киношкол стран континента.
Кино Северной Америки неоднородно: с одной, стороны, оно включает в себя самый популярный в мире американский кинематограф, с другой — известные только специалистам и синефилам канадскую, мексиканскую и кубинскую школы.
Для американского кинематографа характерен приток специалистов кино из других регионов, в особенности, из Европы и Азии.

## КиношколыСеверной Америки
- Кино Канады
- Кино Кубы
- Кино Мексики
- Кино США
  - Голливудское кино
  - Независимое кино США

## Режиссёры
Разделение американских режиссёров на голливудских и независимых — довольно условно, особенно для работавших в первой половине XX века.

### Режиссёры Голливуда
- Питер Джексон
- Кристофер Нолан
- Роберт Земекис
- Томас Харпер Инс
- Клинт Иствуд
- Элиа Казан
- Фрэнсис Форд Коппола
- Дэвид Линч
- Джордж Лукас
- Брайан Де Пальма
- Кен Рассел
- Мартин Скорсезе
- Дэвид Финчер
- Стивен Спилберг
- Оливер Стоун
- Квентин Тарантино
- Орсон Уэллс
- Джон Форд
- Говард Хоукс
- Чарли Чаплин
- Крис Коламбус

### Европейские режиссёры Голливуда
Под европейскими подразумеваются те режиссёры, которые стали работать в США уже после того, как прославились у себя на родине в странах Европы, вне зависимости от национальной принадлежности и места рождения.
В скобках указывается страна, из которой режиссёр переехал в США.
- Серджо Леоне (Италия)
- Дэвид Лин (Великобритания)
- Эрнст Любич (Германия)
- Андрей Кончаловский (СССР)
- Роман Полански (Польша)
- Милош Форман (Чехословакия)
- Альфред Хичкок (Великобритания)
- Виктор Шёстрём (Швеция)
- Джон Шлезингер (Великобритания)

### Независимые режиссёры США и режиссёры других стран региона
- Вуди Аллен (США)
- Тимур Бекмамбетов (Казахстан)
- Луис Бунюэль (Мексика)*
- Алехандро Гонсалес Иньярриту (Мексика)
- Джим Джармуш (США)
- Гильермо Кабрера Инфанте (Куба)
- Джон Кассаветес (США)
- Дэвид Кроненберг (Канада)
- Джеймс Кэмерон (Канада)
- Роберт Олтмен (США)
- Эмилио Фернендес (Мексика)
- Алехандро Ходоровски (Мексика)
- Ларс фон Триер (Дания)

Примечание: Луис Бунюэль — испанец, работавший некоторое время в Мексике

## Актёры

### Актёры США
- Фред Астер
- Хамфри Богарт
- Марлон Брандо
- Рудольф Валентино
- Джуди Гарленд
- Кларк Гейбл
- Роберт Де Ниро
- Джонни Депп
- Джеймс Дин
- Дина Дурбин
- Клинт Иствуд
- Джеймс Кэгни
- Бастер Китон
- Джордж Клуни
- Гэри Купер
- Берт Ланкастер
- Лайза Миннелли
- Мэрилин Монро
- Джек Николсон
- Пол Ньюман
- Аль Пачино
- Грегори Пек
- Брэд Питт
- Сидни Пуатье
- Роберт Редфорд
- Джулия Робертс
- Джинджер Роджерс
- Сильвестр Сталлоне
- Шэрон Стоун
- Барбра Стрейзанд
- Мерил Стрип
- Элизабет Тейлор
- Спенсер Трейси
- Джон Уэйн
- Генри Фонда
- Кэтрин Хепбёрн
- Одри Хепбёрн
- Дастин Хоффман
- Арнольд Шварценеггер

### Приезжие актёры США
Под приезжими подразумеваются те актёры, которые стали работать в США уже после того, как прославились у себя на родине, вне зависимости от национальной принадлежности и места рождения.
В скобках указывается страна, из которой актёр переехал в США.
- Брюс Ли (Гонконг)
- Вивьен Ли (Великобритания)
- Питер О’Тул (Великобритания)
- Макс фон Сюдов (Швеция)
- Конрад Фейдт (Германия)
- Энтони Хопкинс (Великобритания)

### Актёры других стран региона
- Кантинфлас (Мексика)
- Юджин Леви (Канада)
- Мария Елена Маркес (Мексика)
- Киану Ривз (Канада)*
- Сальма Хайек (Мексика)*
- Сесар Эвора (Куба)

Примечание: Сальма Хайек и Киану Ривз также снимались в США

## Фильмы
Разделение американских фильмов на голливудские и независимые — довольно условно, особенно для созданных в первой половине XX века.

### Фильмы Голливуда
- 2001: Космическая одиссея
- Алчность
- Беспечный ездок
- Бонни и Клайд
- Вестсайдская история
- Властелин колец
- Гражданин Кейн
- Дилижанс
- Заводной апельсин
- Звёздные войны
- Золотая лихорадка
- Кабаре
- Касабланка
- Крёстный отец
- Лицо со шрамом
- Мальтийский сокол
- Нетерпимость
- Пианист
- Пираты Карибского моря: Проклятие «Чёрной жемчужины»
- Полуночный ковбой
- Последний киносеанс
- Пролетая над гнездом кукушки
- Психоз
- Список Шиндлера
- Титаник
- Унесённые ветром
- Форрест Гамп

### Фильмы независимого кино США и других стран региона
- 21 грамм (Мексика)
- Более странно, чем в раю (США)
- И твою маму тоже (Мексика)
- Коянискацци (США)
- Мертвец (США)
- Мужья и жёны (США)
- Пурпурная роза Каира (США)
- Сука любовь (Мексика)
- Фаренгейт 9/11 (США)

## Фестивали Северной Америки
- Лос-Анджелесский кинофестиваль
- Чикагский кинофестиваль
- Нью-Йоркский кинофестиваль
- Кинофестиваль Сандэнс
- Кинофестиваль в Торонто
- Монреальский кинофестиваль